# Aphanopetalum resinosum
Aphanopetalum resinosum là một loài thực vật có hoa trong họ Aphanopetalaceae. Loài này được Endl. miêu tả khoa học đầu tiên năm 1839.